# Giafar ibn Muhammad
Giafar ibn Muhammad (... – Palermo, 878) è stato un generale e governatore arabo.

## Biografia
Governò la Sicilia dall'875 all'878. Nell'877 comandò diverse legioni nella Sicilia centrale ed orientale. Attraversò e conquistò le città di Caltavuturo, Nicosia, Randazzo, Taormina e Catania. Nell'estate iniziò l'assedio di Siracusa che il 21 maggio dell'878 conquistò e pose sotto il dominio islamico, riuscendo a penetrare attraverso un varco sulle mura.
Tornato a Palermo, che dall'831 era la capitale della Sicilia musulmana, fu vittima di un complotto familiare avvenuto lo stesso anno della conquista di Siracusa.